# Curtiss P-36 Hawk
Curtiss P-36 Hawk, còn được gọi là Curtiss Hawk Kiểu 75, là máy bay tiêm kích do Mỹ chế tạo trong thập niên 1930. Cùng thời với Hawker Hurricane và Messerschmitt Bf 109, nó là một trong những máy bay tiêm kích đầu tiên của thế hệ mới - cánh đơn, thân thon, sử dụng rộng rãi kim loại trong cấu trúc, và có những động cơ piston mạnh mẽ. Trở nên lạc hậu vào lúc bắt đầu Thế Chiến II và được biết đến nhiều nhất như là tiền thân của chiếc Curtiss P-40, P-36 chỉ có vai trò chiến đấu hạn hẹp trong Không lực Lục quân Mỹ, nhưng được sử dụng rộng rãi bởi Không quân Pháp cũng như các nước Khối Thịnh Vượng Chung và các đơn vị không quân Trung Hoa. Với khoảng 1.000 máy bay được chế tạo, P-36 là một thành công thương mại đáng kể cho Curtiss. Bài viết này cũng sẽ đề cập đến các phiên bản thử nghiệm nguyên mẫu YP-37 và XP-42 được thiết kế dựa trên P-36.

## Thiết kế và phát triển
Curtiss Kiểu 75 là một dự án tư nhân của công ty, được thiết kế bởi Donovan Berlin, nguyên là kỹ sư của công ty Northrop. Nguyên mẫu đầu tiên được chế tạo năm 1934, kết cấu chính toàn kim loại và những bề mặt kiểm soát máy bay được phủ vải, động cơ Wright XR-1670-5 bố trí hình tròn tạo công suất 900 mã lực (671 kW), và trang bị vũ khí chuẩn của Không lực Lục quân là một súng máy cỡ nòng 0,30 in. và một súng máy cỡ nòng 0,50 in. bắn xuyên qua cánh quạt. Tiêu chuẩn thời đó hoàn toàn không có áo giáp hay thùng nhiên liệu tự hàn kín. Càng đáp kiểu riêng xoay 90° để xếp bánh đáp sát vào mặt dưới cánh thực ra là dựa trên thiết kế của hãng Boeing mà Curtiss phải trả tiền bản quyền.
Chiếc nguyên mẫu đầu tiên bay vào tháng 5 năm 1935, đạt tốc độ 452 km/h (281 mph) ở độ cao 3.050 m (10.000 ft) trong những lần bay thử. Ngày 27 tháng 5 năm 1935, chiếc nguyên mẫu bay đến căn cứ không lực Wright-Patterson, Ohio, để cạnh tranh trong cuộc bay loại của Không lực; nhưng cuộc bay loại bị hoãn lại vì chiếc nguyên mẫu của Seversky bị rơi trên đường đi. Curtiss tận dụng thời gian trì hoãn để thay động cơ kém tin cậy bằng kiểu Wright XR-1820-39 Cyclone công suất 950 mã lực (709 kW) cũng như làm lại thân máy bay, thêm những cửa sổ phía sau hình con sò nhằm tăng tầm nhìn sau. Chiếc nguyên mẫu mới có tên là Kiểu 75B trong khi kiểu cải tiến gắn động cơ R-1670 đặt tên lại là Kiểu 75D. Cuối cùng cuộc bay loại cũng diễn ra vào tháng 4 năm 1936. Không may là, động cơ mới không đem lại công suất thiết kế và chiếc máy bay chỉ đạt được tốc độ 460 km/h (285 mph).
Cho dù kiểu máy bay cạnh tranh Seversky P-35 thể hiện kém và đắt hơn, P-35 lại được công bố thắng thầu và được ký hợp đồng sản xuất 77 chiếc. Nhưng tiếp đó, vào ngày 16 tháng 6 năm 1936, Curtiss cũng nhận được đơn đặt hàng từ Không lực sản xuất 3 chiếc nguyên mẫu ký hiệu Y1P-36. Không lực Lục quân Hoa Kỳ quan tâm đến tình hình chính trị đang rối rắm tại châu Âu và nghi ngờ khả năng của hãng Seversky có thể giao hàng chiếc P-35 đúng thời hạn, nên muốn có một chiếc máy bay tiêm kích dự phòng. Y1P-36 (Kiểu 75E) được gắn động cơ Pratt & Whitney R-1830-13 Twin Wasp công suất 900 mã lực (671 kW) với nóc khoang lái phía sau hình vỏ sò được mở rộng hơn. Chiếc máy bay mới có tính năng bay khá tốt nên nó thắng cuộc bay loại năm 1937 của Không lực và nhận được đặt hàng 210 chiếc máy bay tiêm kích P-36A.

### Curtiss YP-37

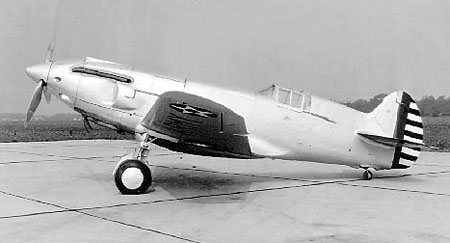
Chiếc Curtiss YP-37

Đầu năm 1937, Không lực Mỹ yêu cầu cải biến một chiếc P-36 để gắn kiểu động cơ mới siêu tăng áp Allison V-1710 làm mát bằng nước công suất 1.150 mã lực (858 kW). Được đặt tên là XP-37, chiếc máy bay sử dụng khung Kiểu 75 nguyên thủy. Bộ tản nhiệt được gắn bên hông thân máy bay quanh động cơ. Để cân bằng máy bay và dành chỗ cho bộ tản nhiệt, buồng lái được di chuyển rất xa về phía sau. Chiếc máy bay cất cánh lần đầu vào tháng 4 năm 1937, đạt tốc độ 547 km/h (340 mph) ở độ cao 6.100 m (20.000 ft). Mặc dù bộ siêu tăng áp rất kém tin cậy, và tầm nhìn từ buồng lái khi cất và hạ cánh hầu như không có, Không lực Mỹ bị hấp dẫn bởi khả năng tiềm tàng nên tiếp tục đặt hàng 13 chiếc nguyên mẫu thử nghiệm YP-37. Có các cải tiến khí động học và bộ siêu tăng áp tin cậy hơn, chiếc máy bay được bay lần đầu vào tháng 6 năm 1939. Tuy nhiên, động cơ vẫn còn kém bền và chương trình bị bãi bỏ dành ưu tiên cho một thiết kế khác của Curtiss, chiếc P-40.

### Curtiss XP-42

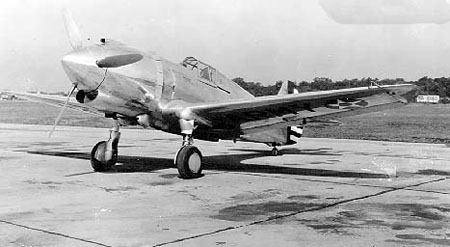
Chiếc Curtiss XP-42

Trong một cố gắng để cải tiến khí động học cho động cơ piston làm mát bằng không khí, chiếc P-36A sản xuất thứ 4 (số hiệu 38-004), được trang bị nắp động cơ thon thẳng giống như kiểu động cơ làm mát bằng nước và được mang tên XP-42. 12 kiểu thiết kế khác nhau được thử nhưng rất ít thành công - mặc dù nó nhanh hơn một chiếc P-36A thông thường, vấn đề làm mát động cơ không bao giờ giải quyết được. Vì chiếc P-40 mới nhanh hơn, chương trình bị bãi bỏ. Sau này, chiếc XP-42 duy nhất được gắn cánh đuôi di động toàn bộ để dùng nghiên cứu cấu hình kiểm soát kiểu đó.

## Lịch sử hoạt động

### Anh Quốc
Không quân Hoàng gia Anh, giống như nhiều nước khác, bày tỏ mối quan tâm đến kiểu máy bay này. Việc so sánh một chiếc Hawk 75A-2 mượn từ Pháp với một chiếc Supermarine Spitfire Mk I cho thấy Hawk có nhiều ưu điểm so với những phiên bản đầu của chiếc máy bay tiêm kích Anh. Hawk có những cần điều khiển nhẹ hơn chiếc Spitfire ở tốc độ trên 480 km/h (300 mph), đặc biệt là khi tấn công bổ nhào, và cũng dễ cơ động hơn trong không chiến nhờ bánh lái độ cao ít nhạy cảm cũng như tầm nhìn chung quanh tốt hơn. Hawk cũng dễ điều khiển cất cánh và hạ cánh. Không ngạc nhiên là, khả năng gia tốc rất tốt và tốc độ tối đa cao của Spitfire cho nó ưu thế tham chiến và rời bỏ theo ý muốn.
Mặc dù người Anh quyết định không mua, chẳng bao lâu sau họ sở hữu 229 chiếc Hawk do việc chuyển hướng những chuyến giao hàng đến Pháp đã bị Đức chiếm đóng, và những chiếc do phi công Pháp đào thoát bay đến. Nó được đặt tên Mohawk I đến IV, tương đương các kiểu Pháp Hawk 75A-1 đến A-4, và được gắn súng máy Vickers K cỡ nòng 0,303 in. và cần ga động cơ loại thông thường (đẩy tới để tăng ga). Vì đã lạc hậu so với tiêu chuẩn của chiến trường Châu Âu, 72 chiếc Mohawks được gửi cho Không quân Nam Phi, và nhiều chiếc phục vụ tại Ấn Độ và Miến Điện.
Vào tháng 4 năm 1941, chính phủ Ấn Độ đặt mua 48 chiếc Hawk 75A gắn động cơ Cyclone sẽ được Hindustan Aircraft lắp ráp. Chiếc máy bay đầu tiên ráp tại Ấn Độ bay lần đầu ngày 31 tháng 7 năm 1942. Bốn chiếc nữa hoàn tất trước khi chương trình bị hủy bỏ. Những máy bay do Ấn Độ lắp ráp được sáp nhập vào Không quân Hoàng gia Anh như là kiểu Mohawk IV. Tương tự, những chiếc Hawk 75A-5 do Trung Hoa chế tạo nhượng quyền cũng được chuyển đến Ấn Độ và sáp nhập thành Mohawk IV.

### Argentina
Argentina mua một số máy bay Hawk 75O kiểu đơn giản có càng đáp cố định (dự định sử dụng cho những đường băng dã chiến và dễ bảo trì) cũng như mua bản quyền sản xuất kiểu máy bay này. Họ sau đó sản xuất khoảng 200 máy bay kể từ năm 1940. Hawk phục vụ tại Argentina cho đến năm 1954.

### Bồ Đào Nha
12 chiếc Mohawk của Anh được chuyển đến Bồ Đào Nha, sau khi chúng trở nên lạc hậu trong Không lực Anh.

### Brazil
Tháng 3 năm 1942, 10 chiếc P-36A của Không lực Lục quân Mỹ được chuyển sang Brasil.

### Đông Ấn thuộc Hà Lan
Vào tháng 10 năm 1939, chính quyền thuộc địa Đông Ấn thuộc Hà Lan (Indonesia ngày nay) đặt mua 24 chiếc Hawk 75A-7 gắn động cơ Cyclone 1200 mã lực, trang bị 4 súng máy 7,7 mm (2 khẩu trước mũi và 1 khẩu trên mỗi cánh) và có thể mang 2 bom 100 cân. Những chiếc máy bay tiêm kích này được giao hàng vào năm 1940 (và suýt được chuyển sang Hà Lan khi họ bị Đức xâm chiếm) và được dùng rộng rãi chống lại sự tấn công của Nhật. Tuy nhiên, cho đến lúc đó những chiếc máy bay đã được bay nhiều giờ và động cơ đã hao mòn.
Những chiếc Hawk Hà Lan phục vụ trong Phi Đội 1, Không Đoàn IV (1-VlG IV, Vliegtuiggroep IV) của Không quân Hoàng gia Đông Ấn Hà Lan và một ít trong Không Đoàn V. Nó hoạt động tại Malakka, Sumatra và Java, ném bom thành công một đường tàu hỏa và ngăn chặn các máy bay ném bom. Nó cũng tham gia rộng rãi các trận không chiến trên bầu trời Surabaya, khi máy bay của Mỹ, Anh và Hà Lan cùng chống lại máy bay tiêm kích và ném bom Nhật.

### Hoa Kỳ
Những chiếc P-36A sản xuất đầu tiên được giao cho căn cứ không quân Barksdale Field ở Louisiana vào tháng 4 năm 1938. Lịch sử hoạt động ghi nhận nhiều vấn đề về thoát hơi động cơ, biến dạng mặt ngoài khi hạ cánh, điểm yếu trên khung máy bay, làm giới hạn tính năng hoạt động của máy bay. Khi những vấn đề này được giải quyết, P-36 bị xem là đã lạc hậu và được chuyển cho các đơn vị huấn luyện và những đơn vị biệt phái ra nước ngoài tại căn cứ không quân Albrook Field trong vùng Kênh đào Panama, căn cứ Elmendorf Field ở Alaska, và căn cứ Wheeler Field ở Hawaii. Cuộc chiến duy nhất có máy bay P-36 Mỹ tham gia là trong Trận chiến Trân Châu Cảng ngày 7 tháng 12 năm 1941. Chỉ có 4 trong tổng số 39 máy bay có thể cất cánh trong cuộc tấn công và bắn rơi 2 máy bay ném bom Nakajima B5N Nhật, là chiến công không chiến Mỹ đầu tiên trong Thế Chiến II.

### Iran
10 chiếc Hawk 75A-9s được giao hàng cho Iran, nhưng bị người Anh bắt được khi còn trong kiện hàng trong vụ Anh-Liên Xô xâm chiếm Iran. Chúng được Không lực Anh sử dụng tại Ấn Độ dưới tên Mohawk IV.

### Na Uy
Na Uy đặt mua 24 chiếc Hawk 75A-6s gắn động cơ Twin Wasp, trong đó 19 chiếc đã được giao và 7 chiếc đang lắp ráp vào lúc Đức xâm chiếm Na Uy. Chưa có chiếc nào sẵn sàng để chiến đấu. Những máy bay chưa lắp ráp bị vô hiệu bởi một nhân viên hải quan, khi anh phá hủy các thiết bị và cắt đứt mọi dây điện trong tầm tay. Những chiếc Hawk Na Uy bị Đức chiếm được là một phần của lô hàng giao cho Phần Lan. Sau này Na Uy cũng đặt mua 36 chiếc Hawk 75A-8s gắn động cơ Cyclone, đa số (30 chiếc) được giao cho một căn cứ huấn luyện Na Uy (được thành lập bởi chính phủ Na Uy lưu vong tại London đặt tên là "Tiểu Na Uy") gần Toronto, Ontario, Canada, và dùng làm máy bay huấn luyện nâng cao. Sau này, chúng được bán lại cho Mỹ dưới tên P-36G.

### Peru
Năm 1943, Mỹ gửi 28 chiếc Hawk đến Peru theo thỏa thuận Cho Thuê-Cho Mượn. Chúng là những chiếc P-36G nguyên của Na Uy và đã hoạt động tại Canada.

### Pháp

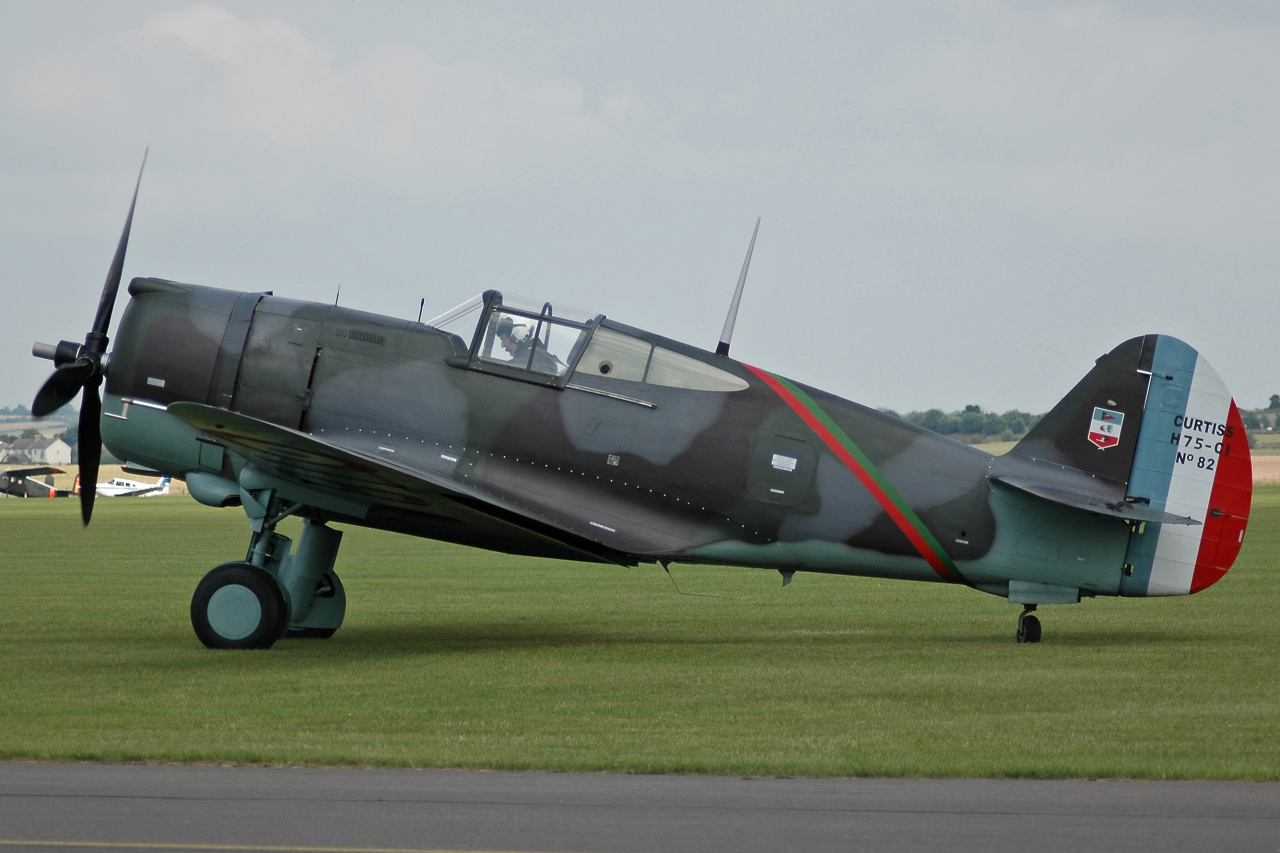
Curtiss H75C-1

Ngay từ trước khi P-36A được đưa vào sản xuất, Không quân Pháp đã tiến hành thương lượng với Curtiss để được giao 300 chiếc, nhưng kết thúc gần như thất bại vì chi phí sản xuất chiếc máy bay tiêm kích Curtiss đắt gấp đôi kiểu Morane-Saulnier MS.406 và Bloch MB.150 của Pháp, và lịch giao hàng xem ra quá chậm. Không lực Lục quân Mỹ cũng không hài lòng với tốc độ giao hàng trong nội địa, tin rằng việc xuất khẩu sẽ làm chậm hơn nữa, nên tích cực chống lại việc bán hàng. Sau này, chỉ do sự can thiệp trực tiếp của Tổng thống Mỹ lúc đó Franklin Roosevelt, phi công thử nghiệm Pháp Michel Detroyat mới có cơ hội bay thử nghiệm chiếc Y1P-36.
Sự hăng hái của Detroyat, những sự cố của chiếc MB.150, và kèm theo đó là áp lực do Đức tiếp tục đẩy mạnh công việc tái vũ trang thúc đẩy Pháp cuối cùng mua 100 máy bay và 173 động cơ rời. Những chiếc Hawk 75A-1 đầu tiên đến Pháp vào tháng 12 năm 1938 và hoạt động từ tháng 3 năm 1939. Sau những mẫu đầu tiên, máy bay được gửi đến bằng linh kiện rời và được lắp ráp ngay tại Pháp bởi Cơ quan Quốc gia Lắp ráp Hàng không miền Trung. Đặt tên chính thức là Curtiss H75-C1, nó được lắp động cơ Pratt & Whitney R-1830-SC-G 900 mã lực (671 kW) với các đơn vị đo hệ mét, ghế ngồi trang bị dù Pháp, cần ga động cơ kiểu Pháp vốn hoạt động ngược lại máy bay Anh và Mỹ (tăng ga bằng cách kéo ra sau hơn là đẩy ra trước) và vũ khí gồm 4 súng máy 7,5 mm. Máy bay cũng trải qua nhiều cải tiến, và cho đến khi Pháp bị Đức chiếm đóng, có 291 chiếc Hawk 75A đang hoạt động trong Không quân Pháp.
Ngày 8 tháng 9 năm 1939, máy bay của Phi Đội II/4 ghi được chiến công bắn rơi 2 chiếc Messerschmitt Bf 109-E của Không quân Đức (Luftwaffe), chiến công không chiến đầu tiên của Đồng Minh trong Thế Chiến II ở mặt trận phía Tây. Trong những năm 1939-1940, Pháp công bố có 230 chiến công xác nhận và 80 chiến công có thể khác do Hawk 75 bắn rơi so với chỉ có 29 chiếc bị mất trong không chiến. Trong số 11 phi công "Ách" Pháp trong giai đoạn đầu của chiến tranh, có bảy người bay Hawk. Người dẫn đầu là Trung úy Marin La Meslee với 15 chiến công xác nhận và 5 chiến công có thể. Các phi đội trang bị H-75 đã rút sang Thuộc địa Pháp Bắc Phi để tránh bị Đức bắt giữ trước khi có Thỏa thuận Đình chiến Pháp-Đức. Phục vụ trong Chính phủ Vichy Pháp, những đơn vị này đánh nhau với máy bay Anh trong Trận Mers el-Kébir và Trận Dakar. Trong Chiến dịch Torch ở Bắc Phi, H-75 của Pháp giao chiến với F4F Wildcat của Hải quân Mỹ, bị mất 15 máy bay so với 7 máy bay Mỹ bị hạ. Từ cuối năm 1942, Đồng Minh bắt đầu tái trang bị các đơn vị Pháp thuộc Vichy trước đây nhưng chuyển sang Phong trào Pháp Tự Do, và những chiếc H-75 được thay bằng kiểu P-40 và P-39.

### Phần Lan
Sau khi Pháp thất thủ, Đức đồng ý bán những chiếc máy bay tiêm kích Curtiss Hawk tịch thu được cho Phần Lan vào tháng 10 năm 1940. Tổng cộng có 44 chiếc được bán trong ba đợt từ 23 tháng 6 năm 1941 đến 5 tháng 1 năm 1944. Không phải tất cả những chiếc máy bay đều từ dự trữ của Pháp, mà trong đó có cả những chiếc bán cho Na Uy bị chặn trên đường vận chuyển khi Đức chiếm đóng Pháp. Những máy bay này được ký hiệu từ CU-551 đến CU-585.
Khi phục vụ tại Phần Lan, Hawk được ưa chuộng và được gọi tên lóng là Sussu ("Người Yêu"). Không quân Phần Lan có được thắng lợi với kiểu máy bay này, ghi được 190 1/3 chiến công bởi 58 phi công trong những năm 1941-1944. Phi công "Ách" Phần Lan Kyösti Karhila ghi 13¼ trong số 32 chiến công của anh trên chiếc Hawk, trong khi phi công "Ách" lái Hawk cao điểm nhất K. Tervo ghi được 15¾ chiến công. Hawk phục vụ trong Phi Đội 32 Không quân Phần Lan trong suốt thời gian chiến sự.
Hawk Phần Lan được trang bị 4 hoặc 6 súng máy 7,5 mm đủ mạnh trong giai đoạn đầu của cuộc Chiến tranh Tiếp Diễn, nhưng tốc độ cao hơn và vỏ giáp của máy bay Xô Viết dần cho thấy vũ khí trên là không đủ mạnh. Từ năm 1942, Xưởng Máy bay Quốc gia thay những súng máy gắn ở thân bằng 1 hoặc 2 súng máy Colt 12,7 mm và gắn 2 súng máy Browning 7,7 mm lên mỗi cánh. Súng máy hạng nặng 12,7 mm kiểu Berezin UB hoặc LKk/42 cũng được dùng. Việc trang bị vũ khí nặng không làm thay đổi nhiều tính năng bay rất tốt của kiểu tiêm kích này, và vũ khí mạnh hơn nhiều để chống lại máy bay Xô Viết. Hawk của Phần Lan cũng được trang bị ống ngắm bắn Revi 3D hoặc C/12D.
Những máy bay này tiếp tục phục vụ cho đến năm 1948.

### Thái Lan
Một ít Hawk 75N được Không quân Thái Lan sử dụng trong cuộc Chiến tranh Pháp-Thái, và cũng được sử dụng trong Trận chiến Prachuab Khirikhan chống lại quân đội Nhật.

### Trung Hoa
Kiểu nguyên mẫu Hawk 75H - phiên bản đơn giản có càng đáp cố định giống như chiếc 75O - được bán cho chính phủ Trung Hoa Dân Quốc, và được tặng cho tướng Claire L. Chennault để dùng vào việc riêng. Trung Hoa cũng nhận được 2 chiếc mẫu tương tự, Hawk 75Q, và họ cũng dùng một số máy bay kiểu đơn giản Hawk 75M để chống Nhật. Chiếc Hawk 75A-5 được sản xuất nhượng quyền tại Trung Hoa, nhưng việc sản xuất sau đó được chuyển sang Ấn Độ, và những máy bay này được sáp nhập vào Không quân Hoàng gia Anh dưới tên Mohawk IV.

## Các phiên bản
- Kiểu 75A - chiếc thao diễn của công ty gắn nhiều loại động cơ khác nhau
- Kiểu 75B - chiếc nguyên mẫu với động cơ Wright R-1820
- Kiểu 75D - chiếc nguyên mẫu đầu tiên, động cơ Wright R-1670
- Kiểu 75H - tên gọi nội bộ công ty cho phiên bản xuất khẩu đơn giản có cánh cố định, có hai chiếc hơi khác nhau được chế tạo cho Trung Hoa và Argentina
- Kiểu 75J - kiểu mẫu 75A của công ty tạm thời gắn bộ tăng áp cho động cơ
- Kiểu 75K - phiên bản không được chế tạo, dự định gắn động cơ Pratt & Whitney R-02180 Twin Hornet
- Kiểu 75P - chiếc P-36A sản xuất hàng loạt (số hiệu 38-010) gắn động cơ Allison V-1710 làm mát bằng nước, là chiếc nguyên mẫu sẽ được hoàn thiện thành chiếc Curtiss P-40
- Kiểu 75R - kiểu mẫu 75A của công ty tạm thời gắn động cơ có siêu tăng áp R-1830-SC2-G, đạt được tốc độ 530 km/h (330 mph) nhưng phức tạp và kém tin cậy
- Y1P-36 (Kiểu 75E) - chiếc nguyên mẫu dành cho không lực, trang bị động cơ Pratt & Whitney R-1830
- P-36A (Kiểu 75L) - phiên bản không lực
- P-36B - kiểu P-36A sản xuất hàng loạt gắn động cơ R-1830-25 công suất 1.100 mã lực (820 kW), đạt tốc độ 504 km/h (313 mph), dựa trên khung sườn P-36A ban đầu
- P-36C - thêm một súng máy 0,30 in. gắn trên mỗi cánh và hộp đạn gắn dưới cánh, động cơ R-1830-17 công suất 1.200 mã lực (895 kW), 30 chiếc sản xuất hàng loạt cuối cùng được mang ký hiệu P-36C
- XP-36D - kiểu P-36A sản xuất hàng loạt trang bị 2 súng máy 0,50 in. trước mũi và 4 súng máy 0,30. in trên cánh
- XP-36E - kiểu P-36A sản xuất hàng loạt trang bị 4 súng máy 0,30 in. trên cánh, giữ lại vũ khí tiêu chuẩn trên thân
- XP-36F - kiểu P-36A sản xuất hàng loạt trang bị 2 pháo Madsen 23 mm dưới cánh, sau đó quay lại kiểu P-36A vì thiết kế pháo ảnh hưởng đến tính năng bay không chấp nhận được chỉ đạt tốc độ 427 km/h (265 mph)
- P-36G - Hawk 75A-8 sử dụng để huấn luyện bởi Na Uy, sau đó chuyển cho Canada, rồi đến Peru, gắn động cơ Wright R-1820-G205A 1.200 mã lực (895 kW).
- Hawk 75A-1 - phiên bản xuất khẩu sang Pháp, 4 súng máy 7,5 mm, động cơ R-1830-SC-G 900 mã lực (671 kW), người Anh gọi chúng là Mohawk I
- Hawk 75A-2 - phiên bản xuất khẩu sang Pháp, động cơ R-1830-SC2-G 1.050 mã lực (783 kW), 6 súng máy 7,5 mm, người Anh gọi chúng là Mohawk II
- Hawk 75A-3 - phiên bản xuất khẩu sang Pháp, Hawk 75A-2 gắn động cơ R-1830-S1C3G 1.200 mã lực (895 kW), người Anh gọi chúng là Mohawk III
- Hawk 75A-4 - phiên bản xuất khẩu sang Pháp, Hawk 75A-2 gắn động cơ Wright R-1820-G205A Cyclone 1.200 mã lực (895 kW), người Anh gọi chúng là Mohawk IV
- Hawk 75A-5 - chế tạo nhượng quyền tại Trung Hoa (sau đó chuyển sang sản xuất tại Ấn Độ), sáp nhập vào Không lực Hoàng gia dưới tên Mohawk IV
- Hawk 75A-6 - phiên bản dành cho Na Uy, bị tịch thu và gửi sang Phần Lan
- Hawk 75A-7 - phiên bản dành cho Đông Ấn thuộc Hà Lan: động cơ Cyclone 1.200 mã lực, 4 súng máy 7,7 mm (2 trước mũi, 1 trên mỗi cánh) và 2 bom 100 lb
- Hawk 75A-8 - phiên bản xuất khẩu dành cho Na Uy, sau đó mang tên P-36G
- Hawk 75A-9 - mười chiếc được xuất sang Iran, bị tịch thu và sáp nhập vào Không lực Hoàng gia tại Ấn Độ India dưới tên Mohawk IV
- Hawk 75M - phiên bản đơn giản cánh cố định gắn động cơ Wright R-1820 Cyclone dành cho Trung Hoa, do cả Curtiss và Central Aircraft Manufacturing Company tại Trung Hoa chế tạo
- Hawk 75N - phiên bản đơn giản dành cho Thái Lan
- Hawk 75O - phiên bản đơn giản dành cho Argentine, 29 chiếc được chế tạo bởi Curtiss và 200 chiếc chế tạo nhượng quyền bởi Fabrica Militar de Aviones
- Hawk 75Q - hai chiếc phiên bản đơn giản để biểu diễn dành cho Trung Hoa
- XP-37 - kiểu thử nghiệm gắn động cơ Allison V-1710 làm mát bằng nước, buồng lái lui nhiều ra phía sau của thân máy bay
- YP-37 - kiểu XP-37 chế tạo để thử nghiệm thực tế, 13 chiếc được sản xuất
- XP-42 (Kiểu 75S) - khung máy bay dành cho thử nghiệm kiểu nắp suôn thẳng lắp động cơ làm mát bằng không khí

## Các nước sử dụng

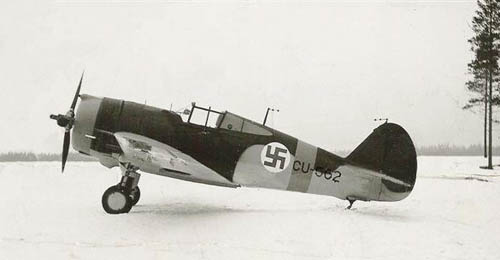
Curtiss Hawk 75A-3, Không quân Phần Lan

Argentina
- Không quân Argentina

 Brasil
- Hải quân Brazil

 Đài Loan
- Không quân Trung Hoa Dân quốc

 Phần Lan
- Không quân Phần Lan

 Pháp
- Không quân Pháp

 Hà Lan
- Không quân Hoàng gia Hà Lan

 Na Uy
- Không quân Hoàng gia Na Uy

 Perú
- Không quân Peru

 Bồ Đào Nha
- Không quân Bồ Đào Nha

 Nam Phi
- Không quân Cộng hòa Nam Phi

 Thái Lan
- Không quân Hoàng gia Thái Lan

 Anh Quốc
- Không quân Hoàng gia Anh

 Hoa Kỳ
- Không lực Lục quân Hoa Kỳ

## Đặc điểm kỹ thuật (P-36A)

### Đặc tính chung
- Đội bay: 01 người
- Chiều dài: 8,7 m (28 ft 6 in)
- Sải cánh: 11,3 m (37 ft 1 in)
- Chiều cao: 2,8 m (9 ft 2 in)
- Diện tích bề mặt cánh: 21,9 m² (235,6 ft²)
- Lực nâng của cánh: 122 kg/m² (25 lb/ft²)
- Trọng lượng không tải: 2.116 kg (4.665 lb)
- Trọng lượng có tải: 2.661 kg (5.867 lb)
- Động cơ: 1 x động cơ Pratt & Whitney R-1830-13 Twin Wasp bố trí hình tròn làm mát bằng không khí, công suất 1.050 mã lực (783 kW)

### Đặc tính bay
- Tốc độ lớn nhất: 518 km/h (322 mph)
- Tốc độ bay đường trường: 420 km/h (260 mph)
- Tầm bay tối đa: 1.046 km (650 mi)
- Trần bay: 9.860 m (32.340 ft)
- Tốc độ lên cao: 13 m/s (2.500 ft/min)
- Tỉ lệ công suất/khối lượng: 0,29 kW/kg (0,18 hp/lb)

### Vũ khí
- 1 x súng máy Browning M1919 7,7 mm (0,30 in)
- 1 x súng máy Browning M2 12,7 mm (0,50 in)

## Nội dung liên quan

### Máy bay liên quan
Curtiss P-40

### Máy bay tương tự
- Mikoyan-Gurevich MiG-1
- Bloch MB.150
- Fiat G.50
- Hawker Hurricane
- IAR 80
- Macchi MC.200
- Mitsubishi A6M
- Nakajima Ki-43
- Reggiane Re.2000
- Seversky P-35

### Trình tự thiết kế
XP-33 -
XP-34 -
P-35 -
P-36 -
XP-37 -
P-38 -
P-39

### Danh sách liên quan
- Danh sách máy bay trong Chiến tranh Thế giới II
- Danh sách máy bay chiến đấu
- Danh sách máy bay quân sự Hoa Kỳ